# Джордж Блеквуд
Джордж Генрі Раймонд Блеквуд (англ. George Henry Raymond Blackwood; 4 червня 1997, Австралія) — австралійський футболіст, нападник клубу «Аделаїда Юнайтед».

## Клубна кар'єра
Вихованець клубу «Сідней». 11 жовтня 2014 року в матчі проти «Мельбурн Сіті» він дебютував в А-Лізі. 19 березня 2016 року в поєдинку проти «Сентрал Кост Марінерс» Джордж забив свій перший гол за «Сідней». У 2017 році він став чемпіоном Австралії.
Влітку 2017 року Блеквуд підписав угоду з «Аделаїда Юнайтед». 8 жовтня у матчі проти новозеландського «Веллінгтон Фенікс» він дебютував за новий клуб. 8 грудня у поєдинку проти «Мельбурн Вікторі» Джордж забив свій перший гол за «Аделаїду Юнайтед».

## Міжнародна кар'єра
У 2016 році у складі юнацької збірної Австралії Блеквуд став переможцем юнацького чемпіонату Азії, а також його найкращим бомбардиром, забивши 6 голів.

## Досягнення
Командні
- Чемпіон Австралії: 2016/17
- Володар Кубка Австралії: 2018, 2019